# El oso (película)
El oso es una película francoestadounidense del director francés Jean-Jacques Annaud de 1988.  El guion fue creado por Gérard Brach basándose en la novela The Grizzly King del escritor conservacionista James Oliver Curwood.

## Sinopsis
La película nos lleva a la Columbia Británica del siglo XIX. Una osa que intenta alcanzar un panal de miel muere aplastada por un alud, dejando huérfano y desamparado al osezno Youk, que se ve obligado a sobrevivir en un medio muy hostil. Afortunadamente, Youk se encuentra con Kaar, un oso Kodiak adulto que decide adoptarlo y protegerlo. De todos los peligros que los amenazan, el peor son los tramperos. 
Uno de ellos mantiene varios enfrentamientos con el gran oso; para él cazarlo es una cuestión de orgullo personal. En uno de los encuentros, Kaar perdona la vida al cazador de pieles, que recapacita sobre el sentido de la vida y la finalidad de la caza, desistiendo en su afán por matar al gran oso.
Al final, el oso defiende a Youk de un puma que quiere devorarlo, reencontrándose definitivamente tras el paso de los cazadores de pieles.
Llega el invierno y los dos osos encuentran una cueva donde hibernan juntos.

## Reparto
- Bart como el oso Kodiak
- Youk como el pequeño oso
- Tchéky Karyo como Tom Wallace
- Jack Wallace como Bill Wallace
- Andre Lacombe como el dueño de los perros.

## Cómo se filmó

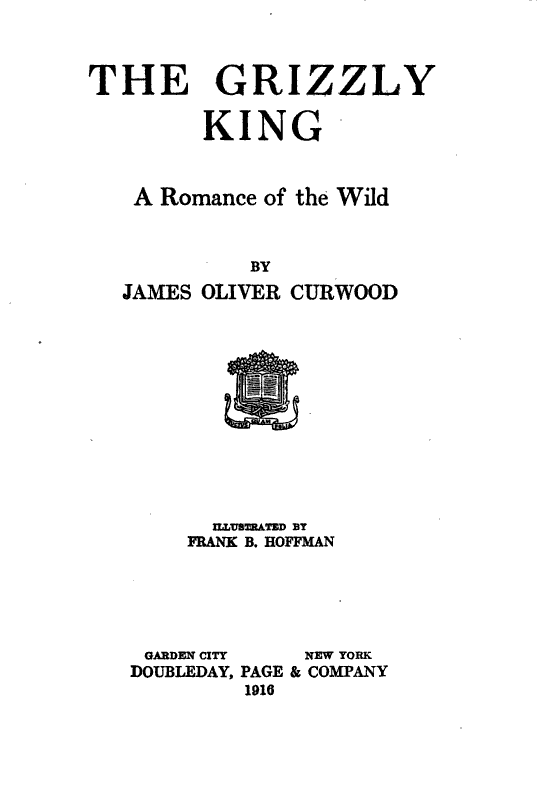
Portada de la novela de James Oliver Curwood de 1916 The Grizzly King: A Romance of the Wild.

El protagonismo lo tienen los dos osos. Los hombres son parte necesaria de la historia pero son simples secundarios y los diálogos son extremadamente limitados. Los puntos fuertes de la película son su fotografía y su descripción de la naturaleza. No obtuvo una gran aceptación comercial aunque funcionó mejor en Europa que en Estados Unidos. Aunque esté ambientada en la Columbia Británica, la película fue rodada en las Dolomitas de los Alpes, en el valle de San Lucano a Taibon Agordino, y en el valle de Primiero en Italia.
En esta película se emplearon tres osos: dos grandes y un cachorro. Uno de los grandes interpreta a dos personajes: la madre del cachorro y otro oso como personaje secundario. También hay otros animales: entre ellos, un puma - también como personaje secundario -, perros, dos caballos y ciervos como personajes extras.